# Ердмуте София Саксонска
Ердмуте София Саксонска (на немски: Erdmuthe Sophie von Sachsen; * 25 февруари 1644, Дрезден; † 22 юни 1670, Байройт) от албертинската линия на фамилията Ветини, е чрез женитба маркграфиня на Княжество Байройт. Маркграфинята е поетеса на църковни песни, писателка и историчка.

## Живот
Тя е дъщеря на саксонския курфюрст Йохан Георг II (1613 – 1680) и съпругата му Магдалена Сибила фон Бранденбург-Байройт (1612 – 1687), дъщеря на маркграф Кристиан фон Бранденбург-Байройт и на Мария от Прусия.
Още като 11-годишна Ердмуте София пише църковни песни и се занимава с история на конституцията и църквата.
Ердмуте София се омъжва на 29 октомври 1662 г. в Дрезден за своя братовчед Кристиан Ернст (1644 – 1712) от фамилията Хоенцолерн, от 1655 г. маркграф на Княжество Байройт, син на принц Ердман Август фон Бранденбург-Байройт (1615 – 1651) и принцеса София фон Бранденбург-Ансбах (1614 – 1646). Кристиан Ернст ѝ подарява дворец Колмдорф. В Байройт Ердмуте София продължава да се занимава с наука и издава книги по право. Смятана е за една от най-образованите жени по това време.
Ердмуте София умира бездетна на 26 години през 1670 г. и е погребана в градската църква „Св. Троица“ в Байройт.

## Произведения
- Handlung Von der Welt Alter, Des Heiligen Römischen Reichs Ständen, und derselben Beschaffenheit, Bayreuth 1666, 2. Aufl- Leipzig 1674;
- Sonderbare Kirchen-, Staat- und Weltsachen, Nürnberg 1676.